# ジェイ・ホルテル
ジェイ・ホルテル（Jay Gorter、2000年5月30日 - ）は、オランダ・プルメレント出身のサッカー選手。アヤックス・アムステルダム所属。ポジションはGK。

## クラブ経歴
プルメレントに生まれ、2018年にゴー・アヘッド・イーグルスのユースチームに加入。2019年10月29日、エールステ・ディヴィジのアルメレ・シティFC戦にてプロデビューを果たした。2020-21シーズンは、公式戦40試合に出場してそのうち25試合でクリーンシートを記録し、クラブはエールディヴィジへと昇格した。
2021年6月12日、アヤックス・アムステルダムに移籍し、4年契約を結んだ。主にヨング・アヤックスでのプレーとなったが、2022年1月22日、KNVBカップのエクセルシオール・マースライス戦にてトップチーム初出場を飾った。